# 188502 Darrellstrobel
188502 Darrellstrobel este o planetă minoră (asteroid) din centura de asteroizi. A fost descoperită pe 12 august 2004 la Observatorio de Cerro Tololo⁠(d) de Marc Buie⁠(d). 
Obiectul prezintă o orbită caracterizată de o semiaxă mare de 3,1056643335248 UAi, o excentricitate de 0,17457973236171, o înclinație de 1,9422160794803 ° în raport cu ecliptica.